# 松井かおり
松井 かおり（まつい かおり、1979年7月25日 - ）は、日本のチアリーディング選手。チアリーディング日本代表メンバーとして2007年の世界選手権に出場、金メダルを獲得したことで知られる。

## 経歴
1979年7月25日、群馬県伊勢崎市山王町に生まれる。高崎商科短期大学附属高等学校（現・高崎商科大学附属高等学校）を経て日本女子体育大学体育学部卒業。
大学在学中にチアリーディングをはじめる。抜群のリーダーシップを誇り、大学のチアリーディング部では主将を務めた。高い身体能力としなやかさを持ち味とする。3年生のときにはインターカレッジで3位入賞。
卒業後、東京都内で会社員として働く傍ら、大学OGのチアリーディングクラブ「BRONCOS」に所属、中心選手として活躍。
2007年1月より、日本チアリーディング協会による日本代表の選考に参加。約90人の中から松井も合格、11月には国際チアリーディング連盟（IFC）主催の世界選手権（フィンランド）に出場。日本代表は優勝し、大会4連覇を記録した。上毛新聞の取材に対し、松井は「スピード感のある演技ができ、自分たちの持っている力を出せた」と述べている。
2012年8月のJAPAN CUP 2012 チアリーディング日本選手権大会への出場をもってBRONCOSを卒業。